# Arboretum Jean Aubouin
El Arboreto Jean Aubouin ( en francés: Arboretum Jean Aubouin) es un arboreto y colección botánica distribuida en un sendero, con 10 hectáreas de extensión, de propiedad y administración de la « Office national des forêts » en la proximidad de Combiers, Francia.

## Localización
El arboreto se ubica en el interior de la Forêt domaniale de La Mothe-Clédou, también denominada forêt d'Horte es un vasto macizo arbolado de la Charente limítrofe con la Dordoña, en Francia, situado al sureste  de Angoulême.
La comuna de Combiers está situado sobre una meseta calcárea que data del Cretácico,
ese piso Cenomaniense a Campaniense, más calcáreo, aunque el límite con los terrenos Jurásicos pasa cerca, al noreste de la comuna (anticlinal de Mareuil). 
Esta meseta está sin embargo completamente cubierta en gran parte de la comuna por los depósitos originales terciarios y detríticos (guijarros, arena), "alteritas" de las glaciaciones del Cuaternario. Las contribuciones del Terciario del « Massif Central » son más importantes en una pequeña parte del este ("la Grange de la Forêt"). Las arenas provenientes del Santoniense recubren gran parte de la comuna. Todas estas áreas están cubiertas de bosques.
Hay antiguas minas de hierro alrededor de "Métayer", de "Temple" y de la "Grange de la Forêt" y una cantera de extracción de arena en "Maine au Loup".
Arboretum Jean Aubouin Forêt domaniale de La Mothe-Clédou, Combiers, département du Charente, Poitou-Charentes, France-Francia.
Planos y vistas satelitales, 45°29′36″N 0°24′56″E / 45.49333, 0.41556
Está abierto a diario sin cargo alguno.

## Historia
El bosque atrajo durante la Edad Media a los religiosos del "Priorato de Rauzet".
Cracias a las minas de hierro de la comuna y el agua del Lizonne, fue construida por Galard de Béarn una forja en el siglo XVII. 
Este alto horno fue reconstruido en 1853 y era propiedad de la familia Cordebart. 
La arena se extraía para hacer moldes de fundición. En 1870, la forja fue reconvertida en Destilería de alcohol de remolacha, y más recientemente en una discoteca.
En este tiempo, el « domaine du château de la Rochebeaucourt », se convirtió en la « forêt de La Rochebeaucourt » (El bosque Rochebeaucourt), en gran parte en la comuna de Combiers pero también en las comunas de Édon, Rougnac, Charras y Rochebeaucourt, perteneciente a una sociedad empresarial encargada de su explotación (Presidente: Jean Claret).
El arboreto fue creado por el botánico Jean Aubouin en el año 1932 en el interior del "Forêt domaniale de La Mothe-Clédou".

## Colecciones botánicas
El arboreto está plantado con 35 especies de árboles.  
Entre los árboles y arbustos que crecen en el bosque son dominantes los árboles de vástagos y de repoblación para la producción maderera ocupa del 10 al 15 %), con una composición  variable según la altitud, o el tipo de suelo.
Hay castaños y pinares característicos de picos descalcificados especies calcífugas.
Hay robles albar, roble común, carpes, pinos escoceses en los claros de piedra caliza, inferiores en altitud, principalmente en el borde sur.
Sin embargo, los bosques modernos dejan mucho espacio para la vegetación original, y el bosque está poblado por 20% de resinosas :
Abeto, picea, douglas, pino silvestre, pino negro, incluyendo además Cedrus deodara, Sequoia sempervirens
Para descubrir los especímenes de este lugar se ha creado una senda; se descubren los arbustos y sotobosque que se encuentra en la región a lo largo de la senda peatonal.